# Зъбата риба гущер
Зъбатите риби гущери (Saurida undosquamis) са вид актиноптери от семейство Риби гущер (Synodontidae).
Те са незастрашен вид.
Таксонът е описан за пръв път от Джон Ричардсън през 1848 година.